# Saison 12 de Ninjago
 (juillet 2020).
Si vous disposez d'ouvrages ou d'articles de référence ou si vous connaissez des sites web de qualité traitant du thème abordé ici, merci de compléter l'article en donnant les références utiles à sa vérifiabilité et en les liant à la section « Notes et références ».
Chronologie
Saison 11 Saison 13
Cet article présente le guide des épisodes de la douzième saison de la série Ninjago, elle se nomme Premier Empire, Prime Empire en anglais.

## Épisodes

### Épisode 1:Désirez-vous entrer dans le Premier Empire?
- États-Unis : 19 juillet 2020 sur Cartoon Network
- France : 23 octobre 2020 sur Okoo[1]

### Épisode 2:L'île Dyer
- États-Unis : 19 juillet 2020 sur Cartoon Network
- France : 23 octobre 2020 sur Okoo[1]

### Épisode 3:Niveau Treize
- États-Unis : 19 juillet 2020 sur Cartoon Network
- France : 23 octobre 2020 sur Okoo[1]

### Épisode 4:Jay Super Mégastar
- États-Unis : 19 juillet 2020 sur Cartoon Network
- France : 23 octobre 2020 sur Okoo[1]

### Épisode 5:Je m'appelle Okino
- États-Unis : 26 juillet 2020 sur Cartoon Network
- France : 23 octobre 2020 sur Okoo[1]

### Épisode 6:Le Glitch
- États-Unis : 26 juillet 2020 sur Cartoon Network
- France : 23 octobre 2020 sur Okoo[1]

### Épisode 7:Les falaises de l'hystérie
- États-Unis : 2 août 2020 sur Cartoon Network
- France : 23 octobre 2020 sur Okoo[1]

### Épisode 8:Le dédale du dragon rouge
- États-Unis : 2 août 2020 sur Cartoon Network
- France : 23 octobre 2020 sur Okoo[1]

### Épisode 9:Un pas en avant, deux pas en arrière
- États-Unis : 9 août 2020 sur Cartoon Network
- France : 23 octobre 2020 sur Okoo[1]

### Épisode 10:Pilote Numéro 7
- États-Unis : 9 août 2020 sur Cartoon Network
- France : 23 octobre 2020 sur Okoo[1]

### Épisode 11:La grand prix des cinq milliards
- États-Unis : 16 août 2020 sur Cartoon Network
- France : 23 octobre 2020 sur Okoo[1]

### Épisode 12:Plateforme et défilement
- États-Unis : 16 août 2020 sur Cartoon Network
- France : 23 octobre 2020 sur Okoo[1]

### Épisode 13:Pris au piège
- États-Unis : 23 août 2020 sur Cartoon Network
- France : 23 octobre 2020 sur Okoo[1]

### Épisode 14:Le père prodige
- États-Unis : 23 août 2020 sur Cartoon Network
- France : 23 octobre 2020 sur Okoo[1]

### Épisode 15:Le temple de la folie
- États-Unis : 30 août 2020 sur Cartoon Network
- France : 23 octobre 2020 sur Okoo[1]

### Épisode 16:Fin de partie
- États-Unis : 30 août 2020 sur Cartoon Network
- France : 23 octobre 2020 sur Okoo[1]